# Humanetologi
Humanetologi är en riktning inom evolutionspsykologi som grundades av Eibl-Eibesfeldt. Det här naturvetenskapliga studiet av människans beteende utgår utifrån den etologiska metodologi som används för beteendeforskning på andra arter. Disciplinen kan sägas överskrida gränsen mellan naturvetenskap och kulturvetenskap, vilket gör forskningen kontroversiell och beskylls ofta för "biologism".